# Mochlodon
Genre
Espèce
Mochlodon est un genre éteint de dinosaures ornithopodes proche des iguanodons datant de la fin de Crétacé. Il fut d'abord considéré comme un Iguanodon mais placé ensuite avec les Rhabdodon au sein de la famille des Rhabdodontidae.
Récemment avec la description des Zalmoxes il a été tenté de séparer ce genre des Rhabdodontidae. Les fossiles qui ont défini l'espèce ont été trouvés en Autriche et consistent en une denture et deux vertèbres.
Jusqu'en 2012, une seule espèce était connue : Mochlodon suessii (Bunzel 1871).
Une seconde espèce, M. vorosi , a été décrite dans la formation santonienne de Csehbánya de Hongrie (Osi et al., 2012),,,.